# Lijst van staatshoofden van Roemenië
Hieronder volgt een lijst van staatshoofden van Roemenië.

## Staatshoofden van Roemenië (1947-heden)

### Volksrepubliek Roemenië (1947-1965) en Socialistische Republiek Roemenië (1965-1989)

#### Voorzitter van het Presidium van de Roemeense Volksrepubliek (1947-1948)
| Voorzitter | Voorzitter                       | Ambtstermijn | Partij |
| ---------- | -------------------------------- | ------------ | ------ |
|            | Constantin I. Parhon (1874–1969) | 1947-1948    | RWP    |

#### Voorzitters van het Presidium van de Grote Nationale Assemblée (1948-1961)
| Voorzitter | Voorzitter                       | Ambtstermijn   | Partij |
| ---------- | -------------------------------- | -------------- | ------ |
|            | Constantin I. Parhon (1874–1969) | 1948-1952      | RWP    |
|            | Petru Groza (1884–1958)          | 1952-1958      | RWP    |
|            | Mihail Sadoveanu Anton Moisescu  | 7-11 jan. 1958 | RWP    |
|            | Ion Maurer (1902–2000)           | 1958-1961      | RWP    |

#### Voorzitters van deStaatsraad(1961-1989)
| Voorzitter | Voorzitter                             | Ambtstermijn         | Partij |
| ---------- | -------------------------------------- | -------------------- | ------ |
|            | Gheorghe Gheorghiu-Dej (1901–1965)     | 1961-1965            | RWP    |
|            | Ion Maurer Stefan Voitec Avram Bunaciu | 19 t/m 24 maart 1965 | RCP    |
|            | Chivu Stoica (1908–1975)               | 1965-1967            | RCP    |
|            | Nicolae Ceaușescu (1918–1989)          | 1967-1989            | RCP    |

#### President van Roemenië (1974-1989)
| President | President                     | Ambtstermijn | Partij |
| --------- | ----------------------------- | ------------ | ------ |
|           | Nicolae Ceaușescu (1918–1989) | 1974-1989    | RCP    |

### Republiek Roemenië (1989-heden)

#### Voorzitter van de Nationale Raad voor de Redding van Roemenië (1989)
| Voorzitter | Voorzitter              | Ambtstermijn        |
| ---------- | ----------------------- | ------------------- |
|            | Ion Iliescu (1930–2025) | 22 t/m 26 dec. 1989 |

#### Presidenten van Roemenië (1989-heden)
| President | President                          | Ambtstermijn                        | Partij | Partij | Verkiezing |
| --------- | ---------------------------------- | ----------------------------------- | ------ | ------ | ---------- |
|           | Ion Iliescu (1x) (1930–2025)       | 26 december 1989 - 29 november 1996 | FSN    |        | Feb 1990   |
| Mei 1990  | Ion Iliescu (1x) (1930–2025)       | 26 december 1989 - 29 november 1996 | FSN    |        |            |
| FDSN      | Ion Iliescu (1x) (1930–2025)       | 26 december 1989 - 29 november 1996 |        | 1992   |            |
| PDSR      | Ion Iliescu (1x) (1930–2025)       | 26 december 1989 - 29 november 1996 |        | 1992   |            |
|           | Emil Constantinescu (1939)         | 29 november 1996 - 20 december 2000 | PNȚCD  |        | 1996       |
|           | Ion Iliescu (2x) (1930–2025)       | 20 december 2000 - 20 december 2004 | PDSR   |        | 2000       |
|           | Traian Băsescu (1951)              | 20 december 2004 - 10 juli 2012     | PD     |        | 2004       |
| PDL       | Traian Băsescu (1951)              | 20 december 2004 - 10 juli 2012     |        |        | 2004       |
| 2009      | Traian Băsescu (1951)              | 20 december 2004 - 10 juli 2012     |        |        |            |
|           | Crin Antonescu (1959) (ad interim) | 10 juli 2012 - 27 augustus 2012     | PNL    |        |            |
|           | Traian Băsescu (1951)              | 27 augustus 2012 - 21 december 2014 | PDL    |        | 2014       |
|           | Klaus Johannis (1959)              | 21 december 2014 - 11 februari 2025 | PNL    |        | 2019       |
|           | Ilie Bolojan (1969) (ad interim)   | 11 februari 2025 - 26 mei 2025      | PNL    |        |            |
|           | Nicușor Dan (1969)                 | 26 mei 2025 - heden                 | onafh. |        | 2025       |

## Roemeense Communistische Partij(1945-1989)

### Secretarissen-generaal van de Roemeense Werkers Partij (1945-1965)
| Secretaris-generaal | Secretaris-generaal                     | Ambtstermijn |
| ------------------- | --------------------------------------- | ------------ |
|                     | Gheorghe Gheorghiu-Dej (1x) (1901–1965) | 1945-1954    |
|                     | Gheorghe Apostol                        | 1954-1955    |
|                     | Gheorghe Gheorghiu-Dej (2x) (1901–1965) | 1955-1965    |

### Secretaris-generaal van deRoemeense Communistische Partij(1965-1989)
| Secretaris-generaal | Secretaris-generaal           | Ambtstermijn |
| ------------------- | ----------------------------- | ------------ |
|                     | Nicolae Ceaușescu (1918–1989) | 1965-1989    |

Afkortingen:
- RWP = Roemeense Werkerspartij (communisten)
- RCP = Roemeense Communistische Partij (enige legale partij 1947-89)
- DFNR = Democratisch Front Nationale Redding (coalitie anticommunistische krachten)
- SDPR = Sociaal Democratische Partij van Roemenië (oud-communisten)
- SDP = Sociaal Democratische Partij (sociaaldemocraten)
- PD = Partij der Democraten
- NBP-CD = Nationale Boerenpartij - Christen Democraten